# Peter Botschwina
Peter Botschwina (* 4. Mai 1948 in Göppingen; † 27. Dezember 2014 in Göttingen) war ein deutscher Chemiker. Er war Professor für Theoretische Chemie am Institut für Physikalische Chemie der Universität Göttingen und Mitautor des Römpp Lexikon Chemie.

## Leben und Wirken
Nach Schulzeit und zwei Jahren Wehrdienst bei der Bundesluftwaffe begann er 1969 das Chemiestudium in Stuttgart und beendete es 1974. Er war von 1971 bis 1976 Stipendiat der Studienstiftung des deutschen Volkes. Er wurde 1980 bei Wilfried Meyer promoviert. Im Jahr 1985 habilitierte er sich. Er wurde 1987 Universitätsprofessor auf Zeit (C2) an der Technischen Universität Kaiserslautern. Anschließend lehrte er von 1990 bis 1993 C3-Professur für Theoretische Chemie an der Georg-August-Universität Göttingen und war dort von 1993 bis 2014 C4-Professur für Theoretische Chemie. Er war von 1996 bis 1998 Dekan des Fachbereichs Chemie. Er wurde 2001 ordentliches Mitglied der Akademie der Wissenschaften zu Göttingen. In den Jahren von 2002 bis 2005 wieder von 2012 bis 2014 war er Direktor des Instituts für Physikalische Chemie. Von 2005 bis 2007 war er Vorsitzender der Senatskommission für Forschung der Universität Göttingen. Von 2003 bis 2013 war er Vorsitzender der Gesellschaft Deutscher Chemiker im Ortsverband Göttingen.
Botschwina gilt als einer der Begründer der modernen theoretischen Molekülspektroskopie. Als direkter Nachfolger des Hückel-Schülers Werner A. Bingel gelang es ihm, in der Astrospektroskopie durch die Vorhersage der Schwingungsfrequenzen der Fundamentalübergänge zahlreicher Kohlenstoffketten, grundlegende Fragen zur Existenz interstellarer Moleküle zu klären. Neben seiner intensiven Lehr- und Forschungstätigkeit trug seine Mitgliedschaft in der Göttinger Akademie der Wissenschaften dazu bei, Göttingen wieder als ein Zentrum der Theoretischen Chemie zu etablieren.
In seiner Arbeitsgruppe wurden Methoden und Programme entwickelt, die es ermöglichen, anharmonische Schwingungsbeiträge und daraus ableitbare Größen, wie zum Beispiel Rotationskonstanten, elektr. Momente, Anregungsenergien usw. akkurat zu bestimmen. Er starb im Alter von 66 Jahren
nach schwerer Krankheit in Göttingen.

## Posthume Ehrungen
Die Fakultät der Chemie an der Universität Göttingen verleiht seit 2015 den Prof. Dr. Peter Botschwina-Gedächtnispreis. Dieser würdigt eine herausragende Abschlussarbeit oder Promotion an der Schnittstelle zwischen Theorie und Experiment.
| Jahr | Preisträger                      |
| ---- | -------------------------------- |
| 2015 | Nils Bartels                     |
| 2016 | Svenja Janke + Matthias Heger    |
| 2017 | Bastian Krüger                   |
| 2018 | Martin Werner                    |
| 2019 | Benjamin Schröder + Torben Rogge |